# Hiboderinos
Hiboderinos (Hyboderini) é uma tribo de coleóptero da subfamília Cerambycinae; compreende nove espécies em quatro gêneros, com ocorrência do Canadá à Costa Rica.

## Sistemática
- Ordem Coleoptera
  - Subordem Polyphaga
    - Infraordem Cucujiformia
      - Superfamília Chrysomeloidea
        - Família Cerambycidae
          - Subfamíla Cerambycinae
            - Tribo Hyboderini (Linsley, 1940)
              - Hybodera (LeConte, 1873)
              - Megobrium (LeConte, 1873)
              - Pachymerola (Bates, 1892)
              - Pseudopilema (Linsley, 1920)